# アンテオサウルス
アンテオサウルス (Anteosaurus) は古生代ペルム紀中期末Capitanian期（約2億6,510万 - 約2億5,910万年前）に生息していた単弓類の絶滅した属。単弓綱 - 獣弓目 - ディノケファルス亜目に属する、大型の捕食者である。学名は「初期のトカゲ」の意。

## 特徴
体長は4メートルを超えると推定されている大型肉食動物。感覚としてはホッキョクグマに近いサイズ。それまでに現れた肉食性単弓類の中では最大級となる種の一つであった。

## 古生物学

### 頭部
最大で頭蓋長約80cm。その頭骨は鼻から眉の上にかけて、骨が分厚く隆起している。これは、ディノケファルス類全般に見られる傾向である。これは主に種内闘争のため使われたとされているが、アンテオサウルスの場合は獲物に対しても行っていた可能性がある。。頭骨にはティラノサウルスとの共通点が見られ、荒々しい狩りを行っていたと推測されている。
ディノケファルス類の例に漏れず、本種も切歯と犬歯が頑強な作りになっている。
さらにアンテオサウルス上科の共有派生形質として、切歯の根本の内側に「切歯距」(せっしきょ)と呼ばれる段差が発達していた。一方で犬歯以降の歯は数、大きさともに減少/縮小していた。
顎の関節は、基盤的なディノケファルス類に比べて後方へ移動している。
肉食動物とされているが、後のゴルゴノプス類やテロケファルス類に比べると、肉食への適応度合いは劣っていたらしい。

### 胴体
胴体の化石はあまり良好なものは見つかっていない。しかし断片的な情報から、盤竜類を思わせる長い尾を生やしていたらしい。

### 四肢
やや華奢な四肢を持っていたらしいと思われる。

## 生理学
より原始的なディノケファルス類であるエステメノスクスの化石に何らかの腺らしきものの痕跡が発見された事から、アンテオサウルスでは体毛を獲得していたという説もある。それに基づき、たてがみを持った姿で復元される事もあるが疑問が残る
。

## 古生態学
主に陸棲動物で森林や氾濫原を棲家としていたとされているが、半水棲であったとの説もある。

### 食性
肉食で他の大型ディノケファルス類を獲物にしていた
。

### 種内闘争
筋肉質な身体と分厚い頭蓋を用いて頭突きをしていた可能性がある。

## 絶滅
ペルム紀前期末にそれまで繁栄していた陸棲の両生類や盤竜類が何らかの大規模な環境変化で衰退・絶滅していくと、それに乗じてディノケファルス類は台頭した。中でも肉食性のアンテオサウルスはペルム紀中期（カザン期またはガダルピアン世）の頂点捕食者となった。だがやがてアンテオサウルスもカザン期の終わりが近づくにつれて起こった何らかの原因による環境の急変（気候変動による獲物や生息地の変化等）の影響を受け、衰退・絶滅した。
また厳密な前後関係は不明ながら、肉食性ディノケファルス類の衰退・絶滅と同時により小型で機動力に富むゴルゴノプス類のような獣歯類が台頭していく。こうした獣歯類が勢力を伸ばす一方、ディノケファルス類では植物食(もしくはカバのような植物食性の強い雑食)へと食性を変化させていたものが発展・繁栄していた。モスコプスなどのタピノケファルス類がこれにあたる。ペルム紀中期が終わる2億6000万年頃にはP-T境界絶滅事変の前哨ともいうべき環境激変による中小規模の大量絶滅事変が地球規模で起きていたようであり、やがて食性を問わず全てのディノケファルス類は姿を消していくことになった。植物食性のディノケファルス類の絶滅後、そのニッチはディキノドン類やパレイアサウルス類などに引き継がれていった。

## 分布
若いアンテオサウルスの個体の頭蓋骨は、多数のディノケファルス類の化石が発見された南アフリカ共和国東ケープ州より大量に出土している。 他の四種のアンテオサウルス科はロシアのイシューボで発見された。アンテオサウルスは南アフリカにおける唯一のアンテオサウルス科の捕食者であった。